# Xuthia
Xuthia (in greco antico: Ξουθία?, Xouthia; in latino Xuthia) è un'antica città della Sicilia citata da Diodoro Siculo e da Stefano di Bisanzio. 
Il racconto di Diodoro Siculo coniuga mito e storia, in quanto lo storico afferma che Xuthia si chiama così perché il suo re era Xuto (da non confondere con Xuto, figlio di Elleno), figlio di Eolo. La città si trovava nei dintorni di Leontinoi, che fu conquistata da Teocle di Calcide dopo aver scacciato con le armi i Siculi che abitavano quelle colline.
Stefano di Bisanzio si limita a dire che i suoi abitanti si chiamano Xutiati. 
Alcuni storici identificano la città di Xuthia, di non esatta collocazione, con il sito archeologico del Colle della Metapiccola, dove sono stati trovati i resti di un villaggio associato alla cultura Ausonio I di Lipari.
A Xuthia è ambientata parte della tragedia perduta Le etnee di Eschilo, come attestato dall'unico frammento rimasto.